# リサ・ラセック
リサ・ラセック（Lisa Lassek）は、アメリカ合衆国のテレビプロデューサー、編集技師である。

## 人物
テレビシリーズ『ファイヤーフライ 宇宙大戦争』、『バフィー 〜恋する十字架〜』、『ファイヤーフライ 宇宙大戦争』、映画『セレニティー』などジョス・ウィードンの作品を多く手掛けている。

## 主なフィルモグラフィ

### 映画
- セレニティー Serenity (2005) 編集
- キャビン The Cabin in the Woods (2012) 編集
- アベンジャーズ The Avengers (2012) 編集
- ザ・サークル The Circle (2017) 編集
- ホース・ソルジャー 12 Strong (2018) 編集
- ホテル・エルロワイヤル Bad Times at the El Royale (2018) 編集

### テレビシリーズ
- エンジェル Angel (1999-2004) 計22話編集助手
- バフィー 〜恋する十字架〜 Buffy the Vampire Slayer (2001-2002) 計5話編集
- ファイヤーフライ 宇宙大戦争 Firefly (2002-2003) 計14話アソシエイトプロデューサー
- ブレイド ブラッド・オブ・カソン Blade: The Series (2006) パイロット版のみ編集
- Dr. Horrible's Sing-Along Blog (2008) 計3話編集